# Serieåret 2007

## Händelser

### Maj
- 12 - Den två dagar långa seriemässan Comic Expo hålls i Bristol i Storbritannien.

### November
- 9 november - Folger Shakespeare Library bjuder in Lynda Barry, Alison Bechdel och Chris Ware i en diskussion om serieromaner som del av PEN/Faulkner Reading Series.[1]

### Okänt datum
- Lantis, serietidningen nedlagd efter 5 år.[2]
- Oppfinnar-Jockes kluriga magasin i Sverige läggs ner efter 25 år.[3]
- Den svenska serietidningen Teenage Mutant Ninja Turtles startas.[4]

## Pristagare
- Adamsonstatyetten: Gary Trudeau, Nina Hemmingsson
- Stripschapprijs: Aloys Oosterwijk
- Urhunden: Jag är din flickvän nu av Nina Hemmingsson (svenskt album) och Broderier av Marjane Satrapi (utländskt album)

## Utgivning
- Anneli Furmark: Jamen förlåt då[5]
- Henrik Lange: 80 romaner för dig som har bråttom
- Marcus Nyblom: Skissbok[6]

## Avlidna
- 3 mars - Osvaldo Cavandoli, 87, italiensk tecknare, känd för Linus på linjen.
- 7 april - Johnny Hart, 76, amerikansk serietecknare.
- 15 april - Brant Parker (född 1920), amerikansk serietecknare, mest känd för Trollkarlen från Id.

### Fotnoter
1. ↑  ”Past Seasons”. Folger Shakespeare Library. Arkiverad från originalet den 16 september 2009. https://www.webcitation.org/5jpoWtER9?url=http://www.folger.edu/whatsonsub.cfm?wotypeid=7. Läst 12 september 2009.
2. ↑  Svenskt serieindex
3. ↑  Seriesamlarna
4. ↑  ”Seriesamlarna”. http://www.seriesam.com/cgi-bin/guide?s=TEENAGE+MUTANT+NINJA+TURTLES+(2007). Läst 11 mars 2011.
5. ↑  Seriesamlarna
6. ↑  Seriesamlarna